# SPARC T3
SPARC T3マイクロプロセッサ（以前はUltraSPARC T3 、コードネームRainbow Falls  、開発中はUltraSPARC KTまたはNiagara-3とも呼ばれていた）は、オラクル（以前はサン・マイクロシステムズ ）によって製造されたマルチスレッドマルチコアCPUである。 2010年9月20日に正式に発売され、 SPARCファミリのメンバーであり、UltraSPARC T2の後継である。 

## パフォーマンス
全体的なシングルソケットおよびマルチソケットのスループットは、システムのT3プロセッサで向上し、CPUソケット要件の半分で前身のUltraSPARC T2+よりも優れたスループットを提供する。
スループット（SPEC CINT2006レート）は、以前のT2+プロセッサをデュアルソケットT5240プラットフォームで使った場合と比較して、シングルソケットT3-1プラットフォームで改善した。
シミュレートされたウェブサービスのワークロードの下で、デュアルソケットベースのSPARC T3システムは、クアッドソケット（前世代）のUltraSPARC T2+システム（および競合するデュアルソケットとクアッドソケットの最新システム）よりも優れたパフォーマンスをベンチマークで記録した。 

## 歴史
オンラインIT出版「The Register」は、2008年6月に、このマイクロプロセッサは16個のコアがあり、それぞれに16個のスレッドが可能、と間違って報告した。 2009年9月に、彼らは代わりにコアごとに8個のスレッドがあるというロードマップを公開した。 Hot Chips 21カンファレンスで、サンは、チップに合計16コアと128スレッドがあることを明らかにした。 ISSCC 2010でのプレゼンテーションでは以下のことが披露された。
「16コアのSPARC SoCプロセッサにより、4-wayグルーレスシステムで最大512のスレッドが可能になり、スループットが最大化される。 461GB/sの6MB L2キャッシュと2.4Tb/sの308ピンSerDes I/Oは、必要な帯域幅をサポートする。 6つのクロックと4つの電圧ドメイン、ならびに電力管理回路技術、最適化性能、消費電力、377mm2ダイを通して変動や歩留まりのトレードオフ。」 
2010年7月16日にTwitterのARCBotが未公開のPSARC/2010/274に注目し、 OpenSolarisに新しい「UltraSPARC T3の-xtarget値」が含まれていることを明らかにした。これによりUltraSPARC T3の存在が確認された。 
2010年9月20日にサンフランシスコで開催されたOracle OpenWorldの期間中、プロセッサは「SPARC T3」（名前に「Ultra」プレフィックスを削除）として正式に発売され、世界記録のパフォーマンスを主張する新しいシステムと新しい報告されたベンチマークが付属した。 さまざまな実際のアプリケーションベンチマークがリリースされ、システム全体が開示された。 国際的に認められたSPECベンチマークも、完全なシステム開示とともにリリースされた。 オラクルは、SPARC T3が40 nmプロセスで構築されたことを明らかにした。 

## 特徴
SPARC T3の機能は次の通りである。 
- 8または16CPUコア
- コアあたり8つのハードウェアスレッド
- 6 MB L2キャッシュ
- 2つの組み込みコヒーレンシコントローラ
- 6つのコヒーレンスリンク
- コヒーレンスリンクごとに14の単方向レーン
- 接着回路なしの4ソケットへのSMP
- 4つのDDR3 SDRAMメモリチャネル
- 組み込みPCI Express I/Oインターフェース
- 各コアのセキュリティコプロセッサ。 DES、3DES、AES、RC4、SHA-1、SHA-256 / 384/512、Kasumi、Galois Field、MD5、最大2048キーのRSA、ECC、CRCをサポート
- ハードウェア乱数ジェネレータ
- 2つの組み込み1GigE/10GigEインターフェース
- 2.4 Tbit/sソケットあたりの総スループット

## システム
SPARC T3チップのリリースに伴い、新しいブランドのオラクルSPARC Tシリーズサーバが市場に投入され、以前のSPARC Enterprise製品ラインのCMT（UltraSPARC T2/T2 Plus）マシンが置き換えられた。Tシリーズは以前のサーバ製品ラインアップに比べるとT3チップ搭載で更新されたサーバが少なくなり、サーバーの総数がそれぞれ4つに減った。 
- 1ソケットSPARC T3-12Uラックサーバ[19]
- 1ソケットSPARC T3-1Bブレードサーバ[20]
- 2ソケットSPARC T3-2サーバ[21]
- 4ソケットSPARC T3-4サーバ[22]

## 仮想化
以前のT1、T2、およびT2+プロセッサと同様に、T3は超特権実行モードをサポートする。 T3は、最大128のOracle VM Server for SPARCドメイン（以前は論理ドメインと呼ばれていた機能）をサポートする。 

## T2およびT2+と比較した場合のパフォーマンスの向上
SPARC T3プロセッサは、事実上、1つのダイ上の2つのT2+プロセッサが搭載されている。  T3の性能は以下の通り。
- T2/T2+のコア数から2倍の16になった
- T2+と比べて10ギガビットイーサネットポートが2倍の2つになった
- T2/T2+と比べて暗号アクセラレータコアが2倍の16になった
- 暗号化エンジンは、T2/T2+よりも多くの以下のアルゴリズムをサポート: DES、トリプルDES、AES、RC4、SHA-1、SHA256/384/512 、KASUMI、Galois Field、MD5、2048キーまでのRSA、ECC、CRC32[17]
- 暗号化パフォーマンスのスループットが1.9倍以上向上
- T2/T2+ DDR2インターフェイスより高速なDDR3RAMインターフェイス
- スループットが2倍になった[19]
- メモリ容量が2倍になった
- I/Oスループットが4倍になった
- 2つのPCIe2.08レーンインターフェイスと1つのPCIe旧世代8レーンインターフェイス[23]